# Mana Iwabuchi
Mana Iwabuchi (岩渕 真奈, Iwabuchi Mana, Musashino, 18 maart 1993) is een Japans voetbalster die als aanvaller speelt bij Arsenal.

## Carrière

### Clubcarrière
Iwabuchi begon haar carrière in 2007 bij Nippon TV Beleza. Ze tekende in 2012 bij Hoffenheim. Ze tekende in 2015 bij Bayern München. Met deze club werd zij in 2014/15 en 2015/16 kampioen van Duitsland. Ze tekende in 2017 bij INAC Kobe Leonessa. Op 21 december 2020 keerde ze terug naar Europa door te tekenen bij Aston Villa. Vervolgens werd bekend dat ze bij Arsenal heeft getekend op 26 mei 2021 en ze bij hen aansluit wanneer haar contract afloopt bij Aston Villa.

### Interlandcarrière
Iwabuchi nam met het Japans nationale elftal O17 deel aan het WK onder 17 in 2008. Zij nam met het Japans nationale elftal O20 deel aan het WK onder 20 in 2010.
Iwabuchi maakte op 6 februari 2010 haar debuut in het Japans vrouwenvoetbalelftal tijdens een wedstrijd tegen China. Zij nam met het Japans elftal deel aan de wereldkampioenschappen vrouwenvoetbal in 2011. Daar stond zij in vijf wedstrijden van Japan opgesteld en Japan behaalde goud op de wereldkampioenschappen. Zij nam met het Japans elftal deel aan de Olympische Zomerspelen in 2012. Daar stond zij in drie wedstrijden van Japan opgesteld en Japan behaalde zilver op de Spelen. Zij nam met het Japans elftal deel aan de wereldkampioenschappen vrouwenvoetbal in 2015. Daar stond zij in vijf wedstrijden van Japan opgesteld en Japan behaalde zilver op de wereldkampioenschappen. Ze heeft 61 interlands voor het Japanse elftal gespeeld en scoorde daarin 20 keer.

## Statistieken
| Japans vrouwenvoetbalelftal | Japans vrouwenvoetbalelftal | Japans vrouwenvoetbalelftal |
| Jaar                        | Wed.                        | Dlp.                        |
| --------------------------- | --------------------------- | --------------------------- |
| 2010                        | 3                           | 2                           |
| 2011                        | 8                           | 0                           |
| 2012                        | 4                           | 0                           |
| 2013                        | 5                           | 0                           |
| 2014                        | 5                           | 1                           |
| 2015                        | 5                           | 1                           |
| 2016                        | 7                           | 4                           |
| 2017                        | 6                           | 3                           |
| 2018                        | 18                          | 9                           |
| 2019                        | 8                           | 7                           |
| Totaal                      | 69                          | 27                          |